# Gyálarét
Gyálarét (korábban Gyála, szerbül Đala) Szeged Délikert nevű városrészének egyik települése, a városközponttól 6 km-re délre található. 
Egyes adatok szerint itt található Magyarország legmélyebb pontja.

## Fekvése
Szeged legdélebbi fekvésű városrészei közé tartozik, a város belsőbb részeitől a Gyálai- vagy Gyálaréti-Holt-Tisza választja el.

### Megközelítése
Közúton az 5-ös főútból, annak 172. kilométere után, körforgalomból kiágazó 43 103-as számú mellékúton érhető el, Klebelsberg-telep és Tompasziget városrészeken keresztül, előbbi a Holt-Tiszának még a város felőli, utóbbi már a Gyálarét felőli oldalán fekszik. Állami közútnak minősül még a gyálaréti településközpont előbbiből kiágazó főutcája is, 43 113-as számozással. Gyálaréthez tartozik továbbá a lakott területétől jó 8 kilométerre délre fekvő Lúdvár is, ami a 4301-es útból Röszke központjában kiágazó 43 102-es úton érhető el.

## Története

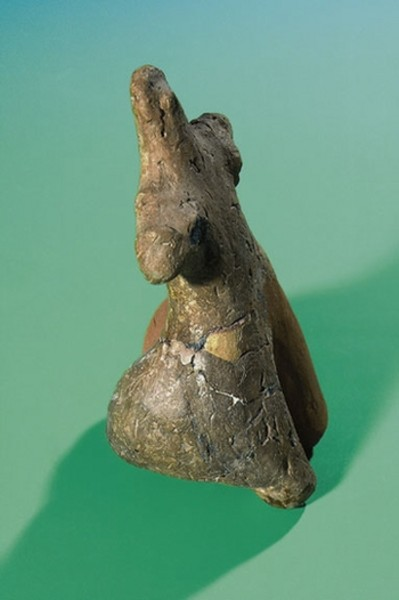
Lúdvári Vénusz

A mai Gyálarét területén már a kőkorszakban is éltek emberek. 1965-ben a szegedi Móra Ferenc Múzeum munkatársai, Trogmayer Ottó vezetésével ásatásokat folytattak Lúdváron, ahol egy 7700-7800 éves település nyomaira bukkantak. A Körös-kultúra legkorábbi leletei Gyálaréten kerültek elő. Ezek Kr. e. 5140-ből valók. Többek között előkerült egy 16 cm-es termékenység-szobor is, mely a kutatóktól a Lúdvári Vénusz nevet kapta. Jelenleg a hódmezővásárhelyi Tornyai János Múzeumban látható.

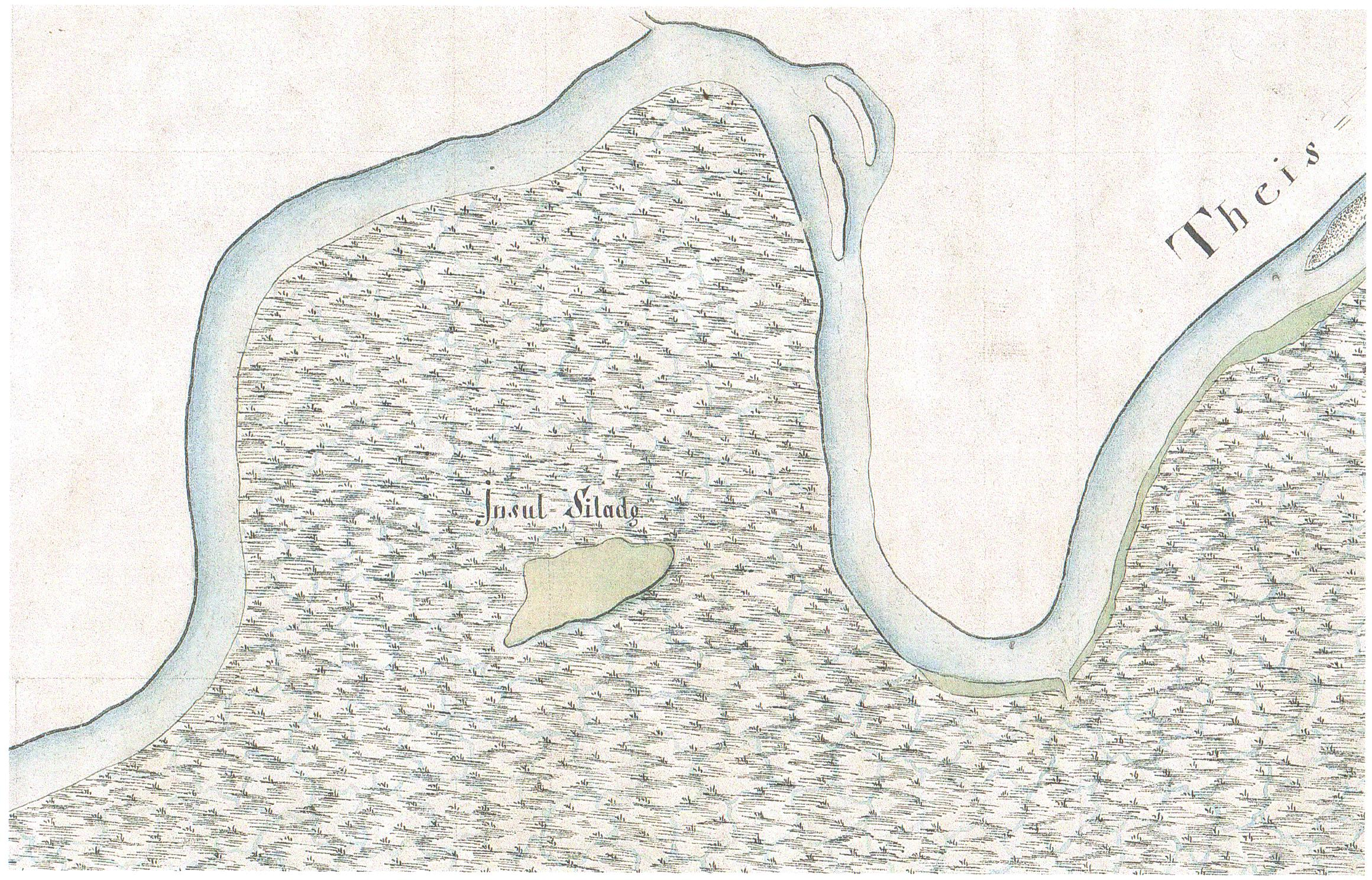
Gyálarét ábrázolása az I. katonai felmérés (1770) térképén, Insul Siladg (Szilágyi-sziget) néven

A Gyála nevű település első említése 1411-ből való. A 16. században elpusztult, de 1647-től ismét lakott. A török uralom alóli felszabadulás (1716-18) után kincstári birtok lett. Lakossága főleg szerbekből állt.
A tanyák népének emlékezetében még élt a sikeres gyálaréti csata (1849. március 26.), amikor a magyarok a szerbekkel szemben kétórai heves harc után rengeteg fegyvert, társzekeret koboztak el és 30 foglyot is ejtettek. A magyar csapatokat Igmándy Sándor alezredes vezette.
Az 1885-ben, a folyószabályozás során, átvágták a Tiszát, ami elszakította Gyálát a rétjétől (a mai Gyálarét területétől). A trianoni békeszerződés alapján a Tisza ezen a szakaszon országhatár lett, így Gyála belterülete Szerbiához, a Tiszán inneni Nagyrét nevű határrésze (Fehérpart, Szilágy, Lúdvár) pedig Magyarországhoz került.
Szeged városától délre telekkönyvileg régebben a jugoszláviai Gyálához tartozó, a Tisza keleti új és nyugati holt ága között elterülő rétségnek Gyálai rét a neve, amely a szőregi kincstári uradalom megszűntével a Wiener-Bankverein, majd a gróf Szapáry család, utána Récsei Ede és Lichtenegger Gyula szegedi mérnök birtokába került. A század elején elárverezték. Szerette volna a Város megvásárolni és kisbérletekre osztani, de nagybirtokosok előzik meg. Több major: Fehérpart, Szilágy, Ludvár épült rajta.
Ezt később földosztással felparcellázták, majd a Szilágyi-major helyén, szegedi és környékbeli szegényparasztok és munkások új települést kezdtek építeni. Az új község 1923-ban alakult Gyála néven, majd nevét 1946-ban Gyálarétre változtatták.
1918 és 1921 között szerb megszállás alatt állt.
1923 és 1945 között Csanád, Arad és Torontál k.e.e. vármegye, majd 1945 és 1950 között Csanád vármegye Torontáli járásához tartozott. Az 1950-es megyerendezés során Csongrád megyéhez került, ahol a Szegedi járásba osztották be.
1972. július 16-án Röszkével együtt határőrközséggé avatták.
Gyálarétet – több más községgel együtt – 1973-ban Szegedhez csatolták, ezzel önállósága megszűnt.
2015 februárjától a településen részönkormányzat működik.

## Népessége
A 2001-es népszámlálás adatai szerint Gyálarétnek 1123 lakosa volt, akik 389 ingatlanban laktak.
A településhez tartozik még az ún. Gyálaréti kiskertek (kb. 140 lakos, 95 ingatlan) és a Gyálaréti tanyák. Így a lakosság összlétszáma 1270 fő körüli.[mikor?]

## Vallási élete
Gyálarét lakóinak többsége katolikus, kisebb részük református. A megkereszteltek aránya magas, a gyakorlóké alacsony.
Gyálarét Szegedhez csatolása előtt sem volt a katolikus egyház szervezetében önálló. Kezdetben Röszkéhez, majd Alsóvároshoz tartozott. A katolikus közösség ma is filia (oldallagosan ellátott pasztorális egység), melyet az Alsóvárosi Ferences Közösség lát el. Temploma nincsen, kápolnája a főtéren álló parasztházból lett kialakítva, amelyről úgy tartják, hogy a település egyik legrégebbi háza. Az 1932-ben, közadakozásból állított harangláb a főtér másik, üres telkén áll.

## Intézményei
- Óvoda [11]
- Posta

### Orvosi rendelő
Az orvosi rendelőt - hasonlóan Délikert városrész többi településén, úgymint Klebelsberg telepen, Kecskés telepen és Szentmihályon - Dr. Fülöp Pál körzeti orvos alapította 1953-ban. A kiváló orvos nagy tiszteletben állt ezen kívül még Domaszéken is, ahol a Zöldfási tanya templomának oltárát ő adományozta. A település lakóinak kezdeményezésére 2011. augusztus 18-dikán a gyálaréti orvosi rendelő bejáratánál emléktáblát helyeztek el az orvos születésének 110. évfordulója alkalmából.

### Művelődési Ház
A Gyálaréti Művelődési centrum a Szeged-Szentmihályon működő Móricz Zsigmond Művelődési Ház tagintézménye. A község főterén álló épület a település művelődési, közösségi központja. Az 1985-ben bezárt egykori iskolaépületet a helyi lakosok jelentős társadalmi munkájával alakították művelődési házzá. Az épület állapota időközben teljesen leromlott, az alapvető tartószerkezetek kivételével minden épületszerkezet, gépészeti- és elektromos rendszer, berendezés a működésképtelenség határára ért. A felújítás első üteme 2004-ben fejeződött be.

## Kopjafa
A Gyálaréti Egyesület kezdeményezésére 2016-ban közadakozásból kopjafás nemzeti emlékhelyet állítottak a település főterén.

## Gyálarét Napja
1921. augusztus 22-én, az utólagos béketárgyalások eredményeként, és Somogyi Szilveszter szegedi polgármester közbenjárására Gyála és 8 másik község Szerbiától visszakerült a Magyar Királysághoz. 2016 óta ezt a napot megünneplik a településen.

## Turisztika és vendéglátás
- Borostyán Birtok
- Szöglet Presszó (megszűnt)[15]
- Zátony Italbolt

## Természeti értékek

### Gyálai Holt-Tisza
A folyószabályozások során, 1885-ben Szeged alatt átvágták a Tiszát (ez volt a folyó 90. átvágása), ami által a folyó hossza 11 km-rel rövidült. A 7,7 km hosszú átvágás véglegesen elszakította Gyálát a rétjétől (a mai Gyálarét területétől) és egyben létrehozta a folyó legnagyobb holtágát, a Gyálai Holt-Tiszát:
- hossza 18,66 km
- átlagos szélessége 86 m
- vízfelülete 160 ha
- átlagos mélysége 3 m
- víztérfogata 4,8 millió m³
- vízgyűjtő területe 534 km².

Érdekesség, hogy miután beleengedték a Tiszát az új, 7,7 km hosszú mederbe, nem kezdett el folyni a Duna felé, ezért újra kellett ásni a medret.
2011-ben helyi jelentőségű természeti területté nyilvánították.

### Gyálaréti Gulyajárás
A Gyálaréti-kiskertek szomszédságában található az egykori tehenészet legelője. Mivel
ekkora méretű (54 ha), alig szikesedő gyepterület nem maradt fenn Szeged környékén, ezért 2011-ben helyi védettség alá vonták. Eddig sem a florisztikai, sem a faunisztikai alapfelmérése nem történt meg.

### Magyarország legmélyebb pontja
Gyálarét Lúdvár nevű részénél található Magyarország legmélyebb pontja (é. sz. 46° 12′ 19″, k. h. 20° 06′ 33″46.205361°N 20.109189°E) 75,8 méter tengerszint feletti magasságon.

## Sajátosságok
Gyálarétet az őslakosok és az idős környékbeliek "szárízék" falunak is nevezik. Az elnevezés onnan ered, hogy a helybéliek a lecsövezett és lehántott kukoricaszárból (szárízék) készítették házaik kerítését. Szárízék kúp (nem gyálaréti kép!).

## Az első gyümölcsösök
Péter László szegedkutató fentebb hivatkozott Röszkéről szóló művében említi az első gyümölcstelepítéseket.
Az 1920-as évek első felében több fiatal gazdálkodó telepített szőlőtől különálló gyümölcsöst.
Az indítást - a gyümölcs szegedi értékesítési lehetőségén kívül - minden bizonnyal az alsótanyai, feketeszéli gazdasági egyesületekben rendezett előadások adták. Ezeken Kogutowicz Károly egyetemi tanár és munkatársai terjesztették a korszerű szőlészeti, kertészeti ismereteket. Bende Pál példáját említem: „1924-ben telepítöttem egy kataszteri hold gyümölcsöst a Gyálai-rétön. Több fajtát: fontosalmát, véralmát, jonatánt, körtét, szilvát. A csemetéket Újszögedön vöttem, abban az évben száz csemetét. Magam metszöttem mindet, a család segítött, de csak a gallyat összetakarítani /…/ A permetözés az időjárástól függött. Mikó száraz idő vót, sűrűbben köllött permetözni, erősebb a molyrajzás. Mikó esős idő vót, /…/ akkó húsz napra permetöztem. Kitöttem a lámpát este, mikó mögjelöntek a molyok, ott keringtek a lámpás körű, mán tudtam, hogy hónap permetözni köll.” 1936-ban az almafák közé őszibarack-csemetéket telepített. „Negyvenkettőben gyütt a vizesség,
akkó vót ötszáz őszibarackfám termőképességben. Lött volna másfél vagyon őszibarackom, és lött néhány kiló. Az összes fa kipusztút, a vizesség mögölte.” Az almafákat úgy mentette meg, hogy a fatörzsek körül kiásta, kihányta a földet, és a helyére friss istállótrágyát terített. Kocsiszámra hordatta a trágyát az almafák koronája alá, s ezután fordultak termőre. Az őszibarack-termesztést sem adta föl. Maga hozott nemes vesszőt Szatymazról, szemzett és csemetéket nevelt. Bende Páltól és több más röszkei gyümölcstermelőtől szívesen vásároltak a szegedi nagykereskedők.

A húszas-harmincas években telepített gyümölcsösök az ötvenes években termelőszövetkezeti tulajdonba kerültek, és a szakszerű gondozás hiányában kipusztultak.

## Képgaléria

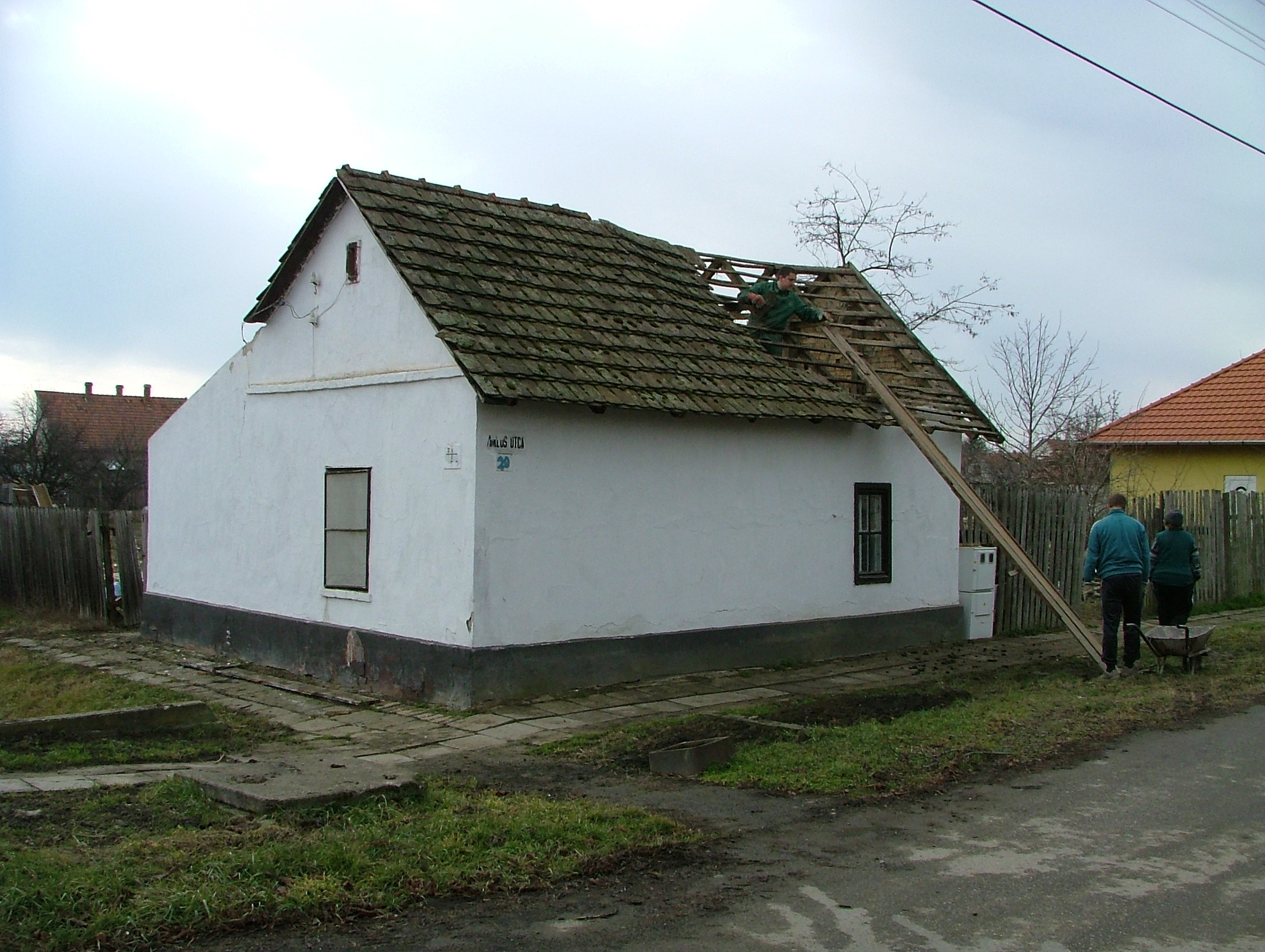
Bontják a még megmaradt néhány régi ház egyikét.